# Chilatherina bulolo
Chilatherina bulolo е вид лъчеперка от семейство Melanotaeniidae.

## Разпространение и местообитание
Този вид е разпространен в Папуа Нова Гвинея.
Обитава сладководни басейни, реки и потоци.

## Описание
На дължина достигат до 7 cm.